# فلاديمير أورليتش
فلاديمير أورليتش ( الصربية السيريلية : Владимир Орлић ؛ من مواليد 15 أبريل 1983 ) هو سياسي صربي يشغل منصب الجمعية الوطنية لصربيا منذ عام 2022. كعضو في الحزب التقدمي الصربي (SNS) ، خدم في الجمعية الوطنية الصربية منذ عام 2014. كان يشغل منصب نائب رئيس SNS منذ نوفمبر 2021.

## النشأة والوظيفة
وُلد أورليتش في بلغراد ، فيما كان يُعرف آنذاك بجمهورية صربيا الاشتراكية في جمهورية يوغوسلافيا الاتحادية الاشتراكية . تخرج في كلية الهندسة الكهربائية بجامعة بلغراد عام 2007 وحصل على درجة الدكتوراه. من نفس المؤسسة في عام 2012. نشر أكثر من سبعين بحثًا علميًا ، وعمل في البحث والتطوير لشركة Imtel ، وعمل في معهد Vlatacom للبحث والتطوير في عام 2012. وهو أيضًا عضو في جمعية الشاعر في Čukarica.